# 존 F. 도노반의 죽음과 삶
《존 F. 도노반의 죽음과 삶》(영어: The Death and Life of John F. Donovan)은 2018년 개봉한 캐나다의 드라마 영화이다. 그자비에 돌란이 감독, 공동 각본, 제작, 편집을 맡았으며, 돌란이 연출한 첫 영어 영화이기도 하다. 킷 해링턴, 내털리 포트먼 등이 출연하였다. 2018년 9월 10일 제43회 토론토 국제 영화제에서 전 세계 최초로 상영되었다.

## 줄거리
2017년 타임스 기자 오드리 뉴하우스는 어려서 배우 존 F. 도너번과 주고받았던 편지들을 모아 최근 책으로 출간한 배우 루퍼트 터너를 인터뷰하게 된다.
2000년대 중반 아역 배우였던 터너는 동성애 혐오자인 동급생들에게 괴롭힘을 당하고 어머니에게선 정신적 학대를 받는다. 10대 드라마 텔레비전 시리즈의 주연인 도너번의 팬인 터너는 그와 편지를 교환하는데, 도너번이 남창들을 샀으며 동료 배우와 관계가 있다는 소문이 도는 가운데 터너가 동급생에게 빼앗긴 편지들이 세상에 공개되면서 11살 도너번과 터너의 관계성에 대한 의심이 증폭된다. 도너번은 터너에게 마지막 편지를 쓰고 약물 과다 복용으로 사망한다.
터너의 편지를 제1세계 문제의 부산물 정도로 짐작했던 뉴하우스는 터너와의 인터뷰 후 생각을 달리한다.

## 출연진
- 킷 해링턴 - 존 F. 도너번 역
- 내털리 포트먼 - 샘 터너 역: 어린 루퍼트 터너의 어머니.
- 벤 슈네처 - 루퍼트 터너 역: 21살 시절.
  - 제이컵 트람블레이 - 어린 루퍼트 터너 역
- 수전 서랜던 - 그레이스 도너번 역: 도너번의 어머니
- 캐시 베이츠 - 바버라 해거메이커 역: 도너번의 에이전트
- 탠디 뉴턴 - 기자 오드리 뉴하우스 역
- 애머라 캐런
- 재러드 키소
- 크리스 질카
- 세라 개던
- 에밀리 햄프셔
- 마이클 갬본
- 헤이스 블롬